# ماركوس ألين (لاعب كرة قدم أمريكية)
ماركوس ألين (بالإنجليزية: Marcus Allen)‏ هو لاعب كرة قدم أمريكية أمريكي، ولد في 7 أغسطس 1996 في سيلفر سبرينغ في الولايات المتحدة.

## وصلات خارجية
- ماركوس ألين على موقع مرجع كرة القدم المحترفة.كوم (الإنجليزية)